# Shekvarebuli kulinaris ataserti retsepti
Shekvarebuli kulinaris ataserti retsepti (em georgiano:  შეყვარებული კულინარის 1001 რეცეპტი) é um filme franco-belgo-ucraniano-georgiano de 1996, do gênero comédia romântica, dirigido por Nana Dzhordzhadze, com roteiro de Irakli Kvirikadze e André Graill.
Rebatizado em inglês como A Chef in Love, foi indicado ao Oscar de melhor filme estrangeiro na edição de 1997, representando a Geórgia.

## Elenco
- Pierre Richard
- Micheline Presle
- Nino Kirtadze

## Prêmios e indicações
Oscar 1997
- Indicado
  - Melhor filme em língua não inglesa[3]